# Bulbophyllum neopommeranicum
Bulbophyllum neopommeranicum là một loài phong lan thuộc chi Bulbophyllum.